# Alexander Vencel (1944)
Alexander Vencel (Ilva Mare, 8 februari 1944) is een voormalig voetbaldoelman uit Slowakije. Hij speelde in de jaren zestig en jaren zeventig in totaal 25 interlands voor het toenmalige Tsjecho-Slowakije en maakte deelt uit van de selectie voor het WK voetbal 1970 in Mexico.
Zijn zoon heet eveneens Alexander Vencel en maakte als doelman 21 keer zijn opwachting in het Slowaakse nationale elftal gedurende de jaren negentig. Vencel senior werd geboren in Hongarije, in een stad die tegenwoordig deel uitmaakt van Roemenië. Hij speelde vrijwel zijn gehele carrière voor Slovan Bratislava, de club met wie hij in het seizoen 1968/1969 de Europa Cup II won. In de finale in Bazel werd met 3-2 gewonnen van FC Barcelona.